# Cabo de San Elías
El cabo de San Elías (en inglés: Cape Saint Elias es un cabo de la costa Oeste de los EE. UU., en Alaska. Se encuentra en el extremo suroeste de la isla Kayak, a 104 km al sureste de la ciudad de Cordova, en 59°48′27″N 144°35′12″O / 59.80750, -144.58667. Comúnmente se cree que el monte San Elías, la segunda montaña más alta de los Estados Unidos y de Canadá, lleva el nombre de este accidente.
El cabo fue nombrado por el explorador ruso Vitus Bering el 20 de julio de 1741,  festividad del profeta san Elías. Este accidente también fue bautizado de otras maneras: en 1779 «Santa Rosa»,  por Ignacio de Arteaga;  en 1791 «Español», por Alessandro Malaspina; y en 1796 «Punta de Canas», que significa 'punta de juncos', por T.M. López. George Vancouver lo llamó a su vez «Hamond Point» en 1794 en honor de sir Andrew Snape Hamond.